# Muzeum

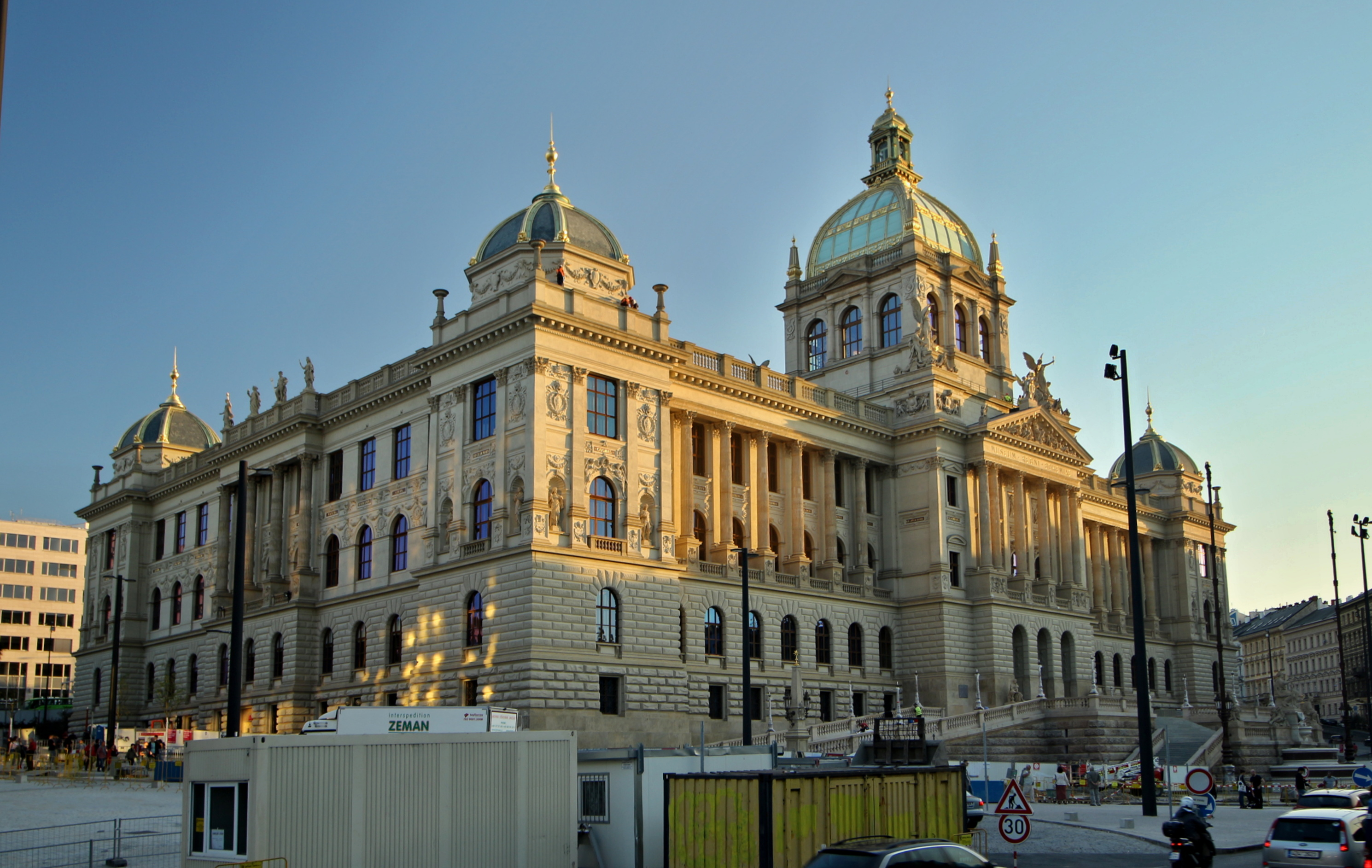
Národní muzeum v Praze

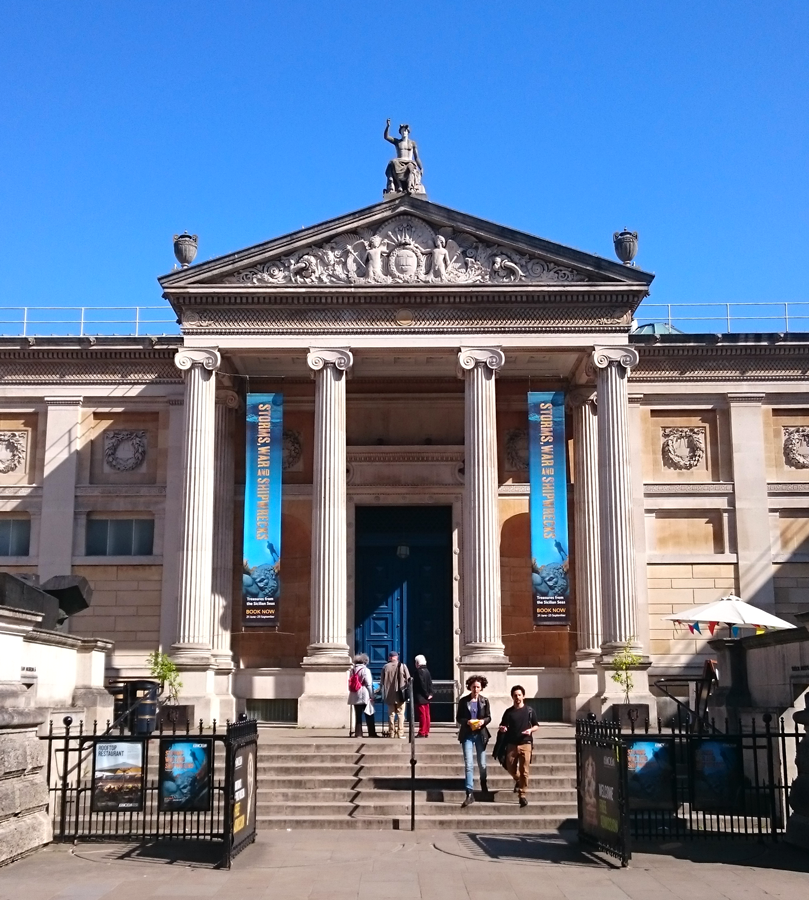
Ashmoleovo muzeum, vchod

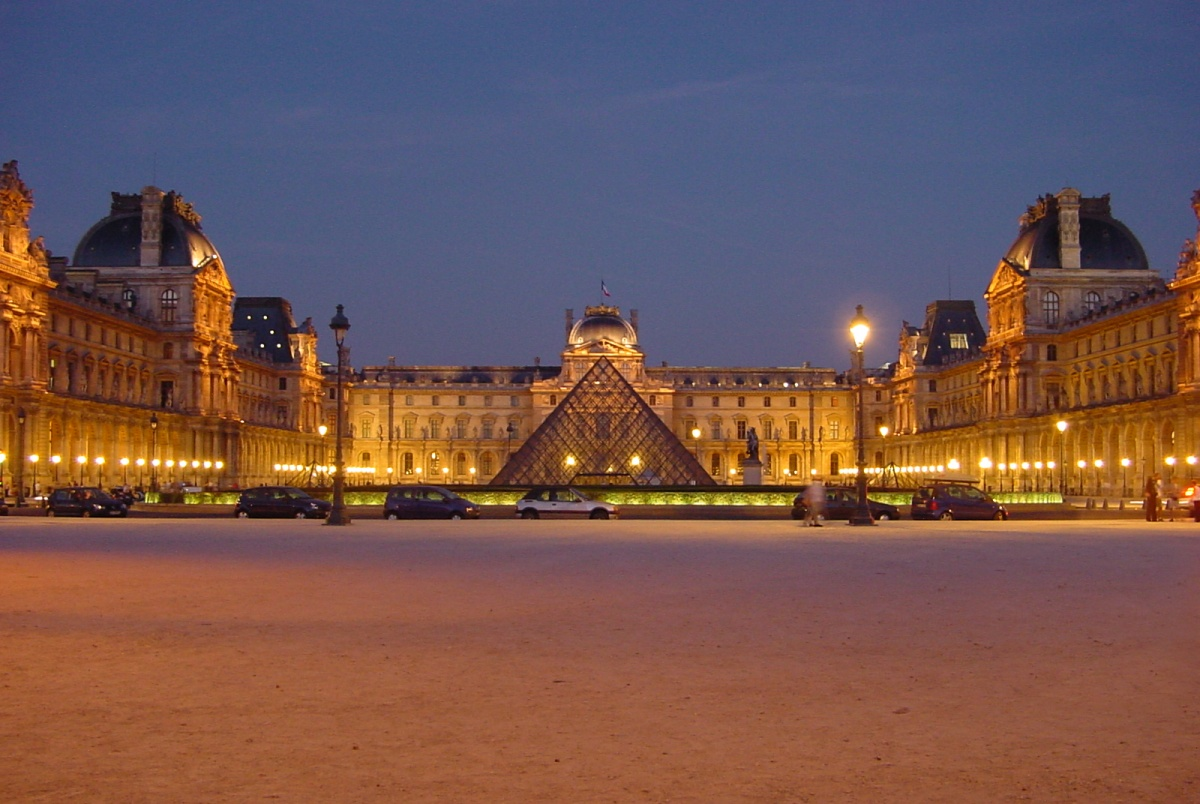
Louvre v noci

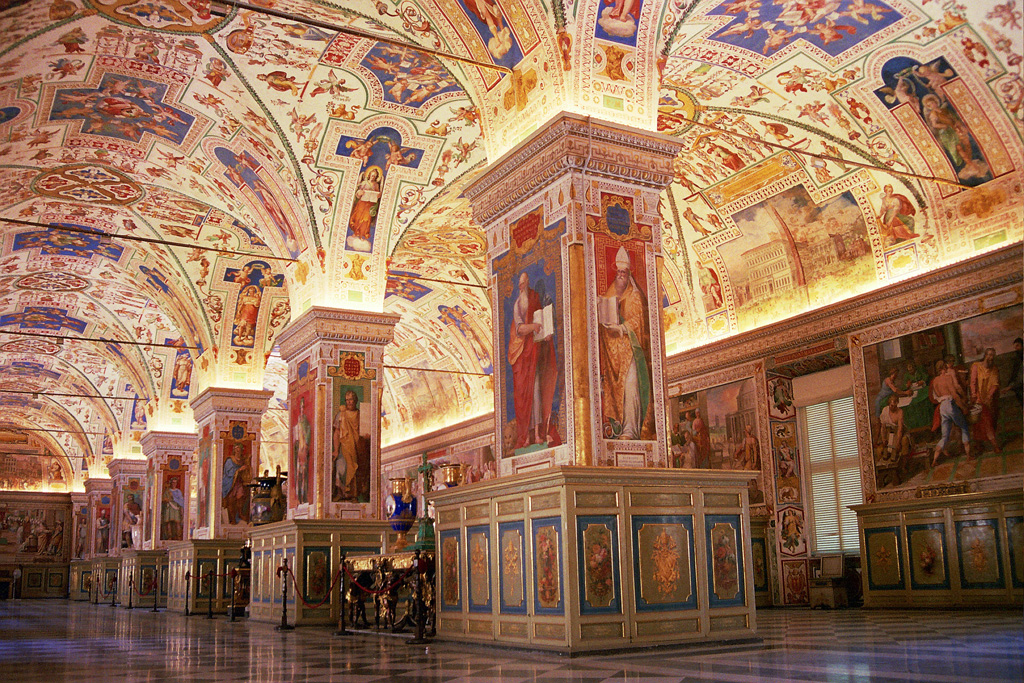
Vatikánská muzea, Řím

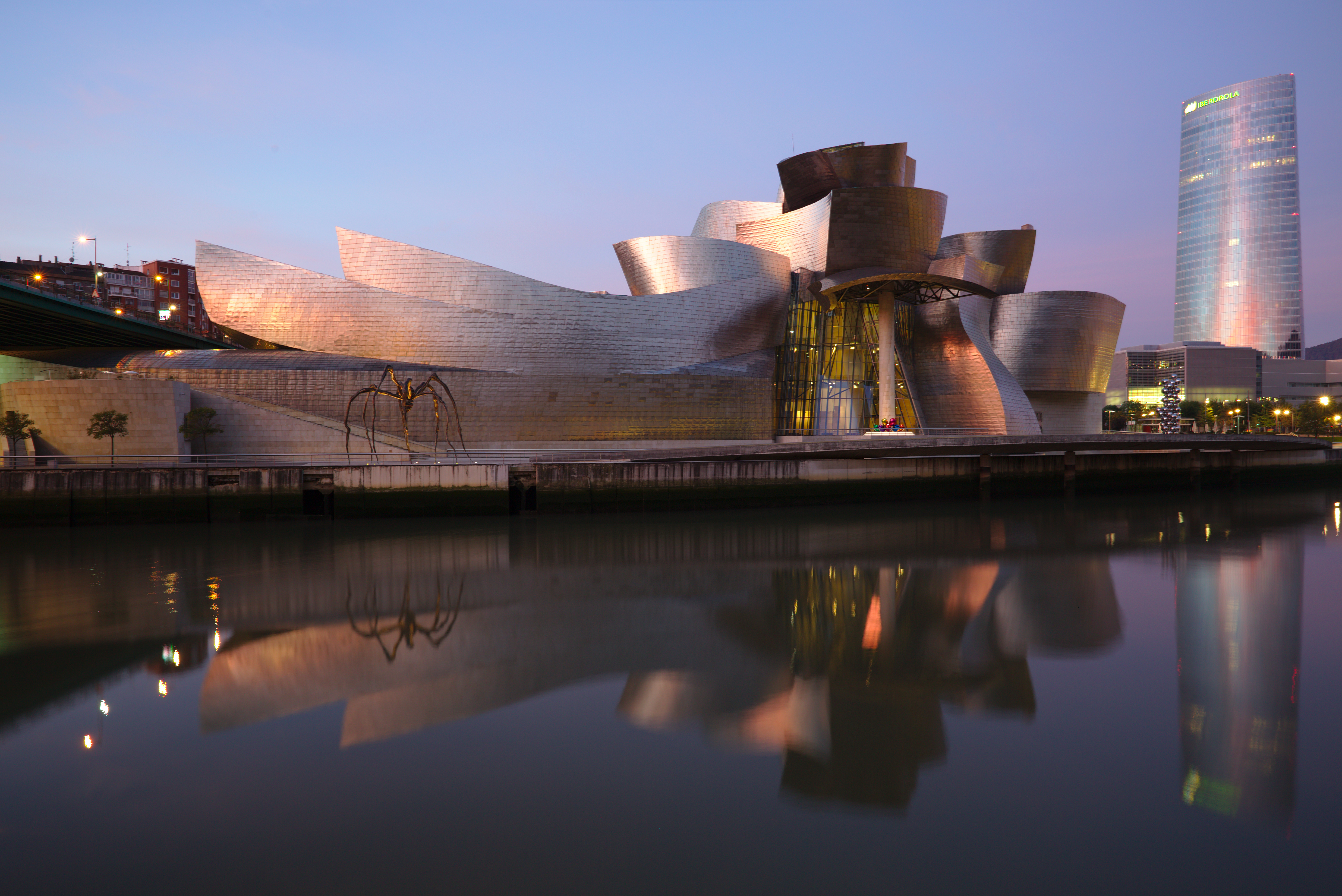
Guggenheimovo muzeum, Bilbao

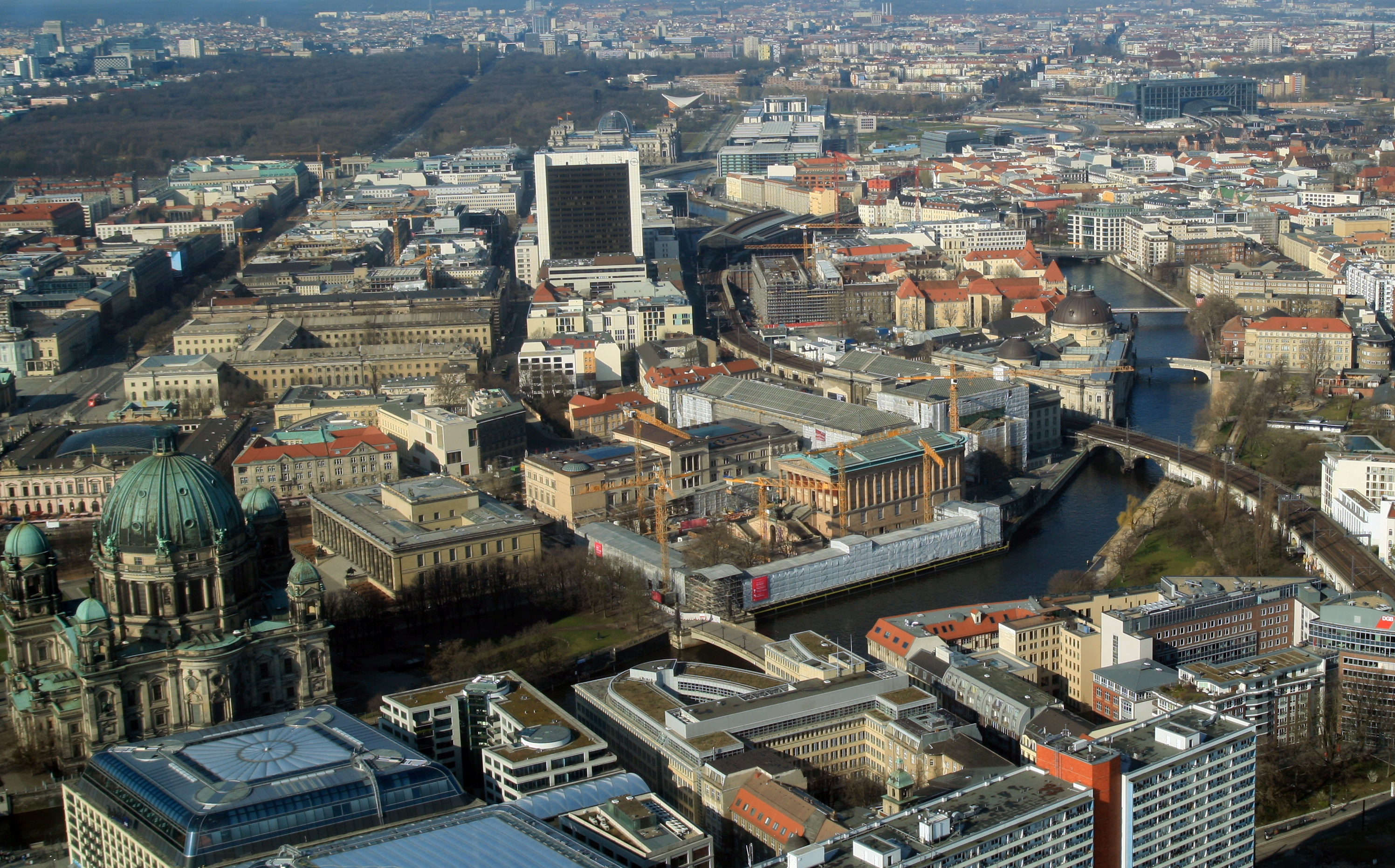
Muzejní ostrov v Berlíně

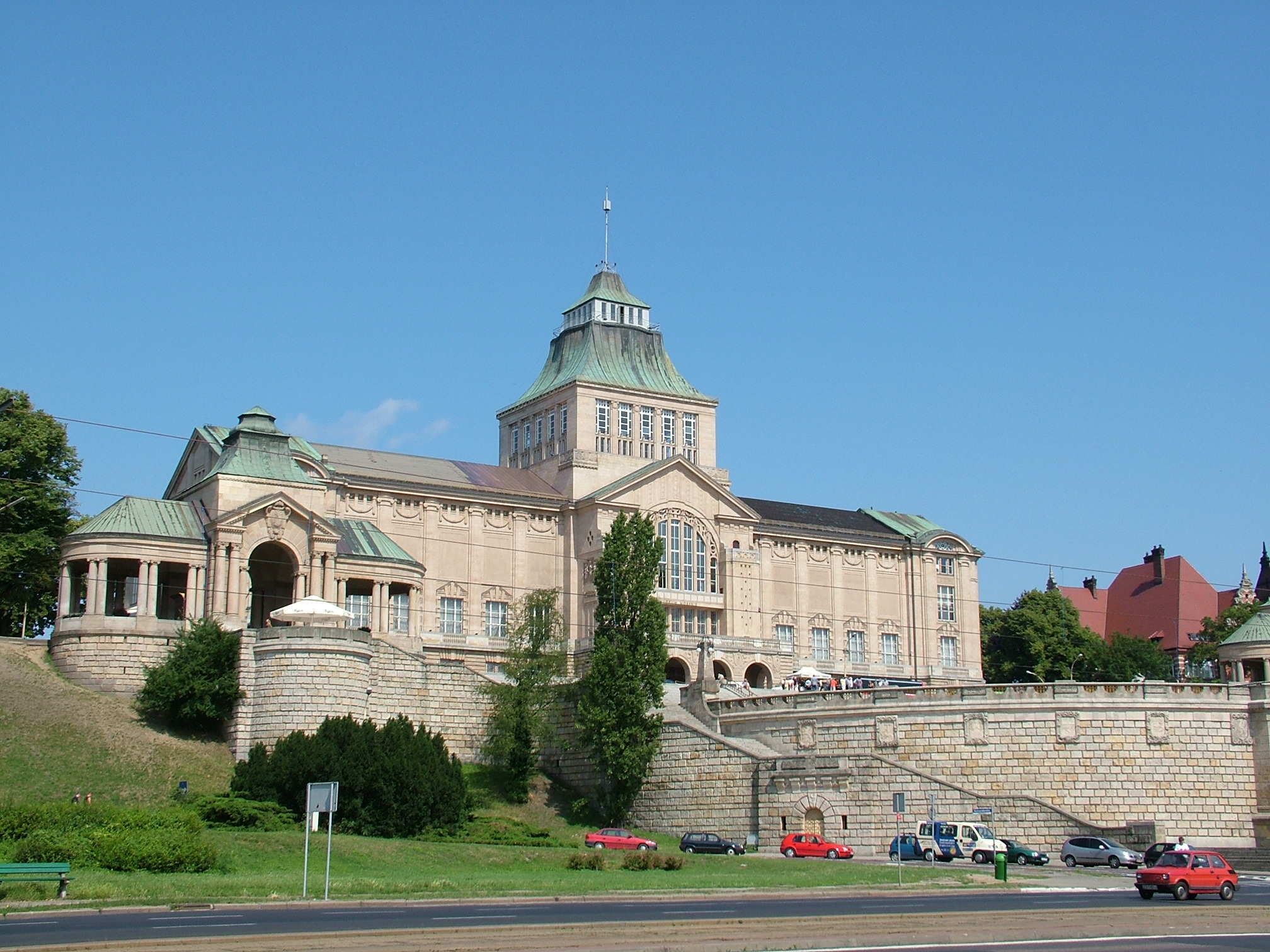
Námořní muzeum ve Štětíně, Polsko

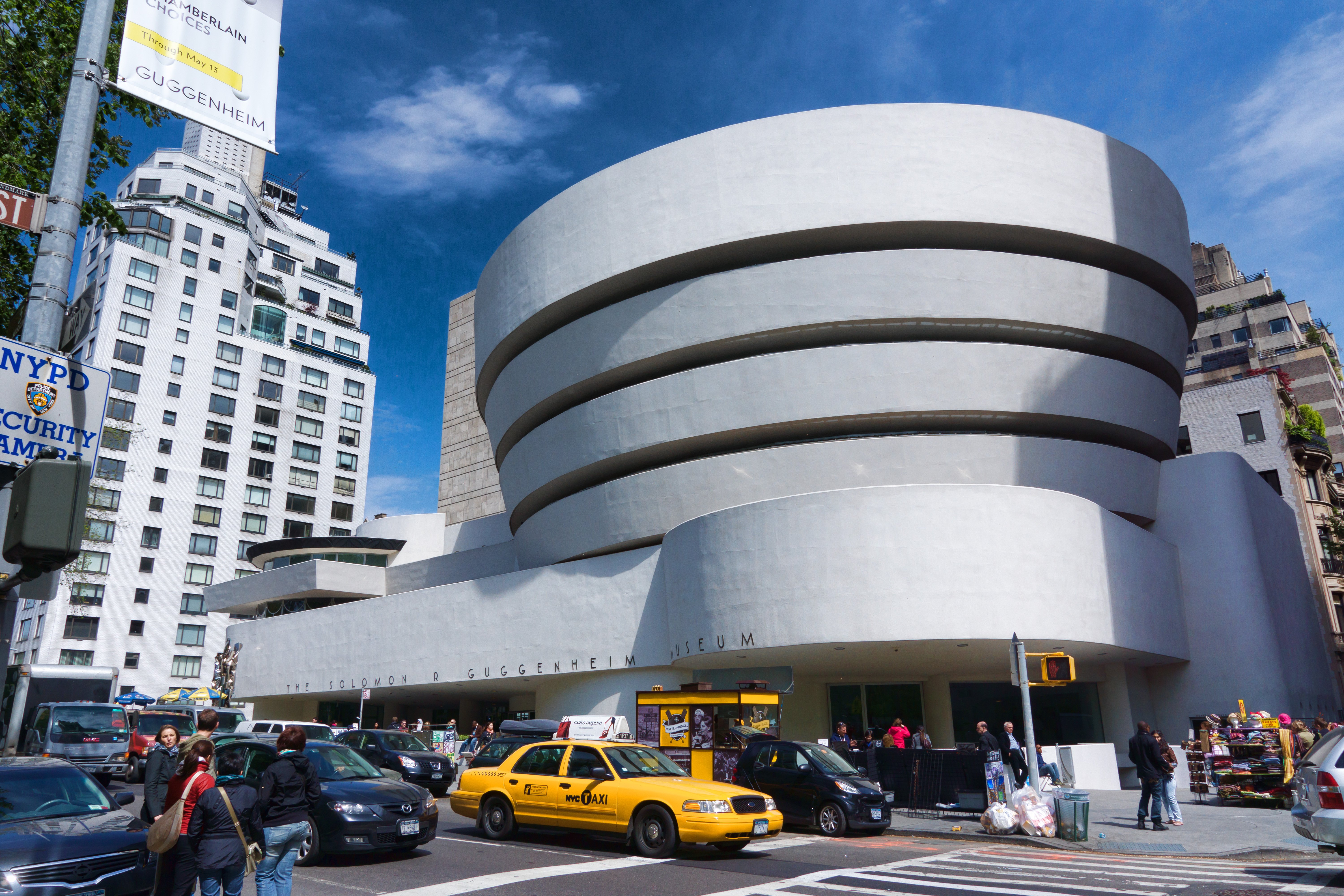
Guggenheimovo museum v New Yorku

Muzeum (musaion = chrám múz, řecky mouseion) je označení pro nevýdělečnou instituci, která sbírá, uchovává, zpracovává a vystavuje hmotné i nehmotné dědictví za účelem rozvíjet společnost.   

## Definice ICOM
Současná definice muzea podle Mezinárodní muzejní rady (ICOM) zní: “Muzeum je stálá nezisková instituce ve službách společnosti, která odborně zpracovává, sbírá, konzervuje, interpretuje a vystavuje hmotné i nehmotné dědictví. Muzea jsou otevřená veřejnosti, přístupná a inkluzivní. Podporují a rozvíjejí rozmanitost a udržitelnost, fungují a komunikují eticky, profesionálně a za účasti různých komunit. Nabízejí rozličné podněty pro vzdělávání, potěšení, reflexi a sdílení vědomostí.“ Současná definice byla přijata dne 24. srpna 2022 na 26. generální konferenci ICOM v Praze.
V letech 1974–2022 platná definice ICOM zněla: „Muzeum je nezisková, permanentně působící instituce ve službách společnosti a jejího rozvoje, otevřená veřejnosti, která získává, uchovává, odborně zpracovává, zprostředkovává a vystavuje hmotné a nehmotné dědictví lidstva a jeho životního prostředí za účelem vzdělávání, studia a potěšení“. .
Na 25. generální konferenci Mezinárodní muzejní rady ICOM, která se konala dne 7. září 2019, v japonském Kjótu, byla navržena nová definice muzea, tato definice nebyla zatím schválena, ale ukazuje na možný směr budoucího globálního výkladu pojmu muzeum: „Muzea jsou prostorem pro demokratizaci, inkluzi a multikulturu,  v nichž probíhá kritický dialog o minulosti a budoucnosti. Uznávají a řeší konflikty a výzvy současnosti, uchovávají artefakty a příklady pro blaho společnosti, chrání rozmanité vzpomínky pro budoucí generace a zaručují všem lidem stejná práva a rovný přístup k dědictví. Muzea nejsou zisková. Jsou participativní a transparentní, pracují v aktivním partnerství s různými komunitami a pro ně, aby shromažďovaly, uchovávaly, zkoumaly, interpretovaly, vystavovaly a zlepšovaly porozumění světu s cílem přispět k lidské důstojnosti a sociální spravedlnosti, globální rovnosti a planetární pohodě.“

## Definice v české legislativě
Zákon o ochraně sbírek muzejní povahy v § 2 odst. 4 muzeum definuje jako "instituci, která získává a shromažďuje přírodniny a lidské výtvory pro vědecké a studijní účely, zkoumá prostředí, z něhož jsou přírodniny a lidské výtvory získávány, z vybraných přírodnin a lidských výtvorů vytváří sbírky, které trvale uchovává, eviduje a odborně zpracovává, umožňuje způsobem zaručujícím rovný přístup všem bez rozdílu jejich využívání a zpřístupňování poskytováním vybraných veřejně prospěšných služeb, přičemž účelem těchto činností není zpravidla dosažení zisku."
Označení muzeum však není zákonem chráněno, mohou jej tedy v České republice užívat instituce různého typu, často pouze jako marketingový a propagační prostředek. A naopak zde existují instituce, jež slovo „muzeum“ v názvu nemají, avšak z hlediska své činnosti muzei bezpochyby jsou.

## Základ muzejní činnosti
Z uvedených definic vyplývá, že základem, bez kterého se muzea nemohou obejít, je odborné vytváření a ochrana sbírek. To je důležité mít na paměti zejména v různých nouzových situacích, které neumožňují komplexně naplňovat muzejní poslání. Pokud se totiž dočasně přeruší prezentační činnost, nemá to tak negativní důsledky, jako když se přeruší činnost sbírkotvorná. Mnohé předměty nemusejí být později už vůbec dostupné, nebo jen za tak vysokou cenu, že to odporuje nekomerčnímu postavení muzeí i zodpovědnému hospodaření s veřejnými rozpočty. 

## Rozdělení
- Podle území své působnosti se dělí na celostátní, národní, regionální (též oblastní, okresní, místní) a městská.
- Podle zaměření sbírkového programu, tj. obsahu expozic, výstav a depozitářů – se rozlišují na všeobecná, vlastivědná, a na specializovaná v určitém oboru. Nejčastěji se dělí na společenskovědní a přírodovědná, dále přesněji na historická, archeologická, technická či uměleckoprůmyslová. Jednooborová muzea mohou být úzce zaměřená na jedinou sbírku či téma (muzeum motocyklů, muzeum kávy).
- Jsou-li výstavním exponátem objekty či objekt (budova) s původním komplexním vybavením, jde o skanzen, mlýn, sýpku, kovárnu, pivovar, vilu, faru, zámek či hrad a podobně, podle svého původního účelu.
- Instituce shromažďující výhradně výtvarné umění se někdy nazývají galerie, dále se mohou dělit na obrazárny, glyptotéky či lapidária. Často však tyto sbírky zůstávají kombinované pod obecným názvem Muzeum.

## Přístup
Muzea mívají sbírky uložené v muzejních depozitářích, k nimž patří také knihovna a archiv. Veřejnosti jsou prezentovány v určené otevírací době, jsou přístupné ve formě dlouhodobé (stálé) muzejní expozice nebo časově omezené výstavy. Odborná veřejnost, badatelé včetně laiků a studentů mohou žádat o zpřístupnění nevystavených sbírkových předmětů ke studiu. K tomu účelu slouží badatelna či studovna, ve které odborný pracovník předmět(y) zpřístupní za určitých podmínek po omezenou dobu.

## Muzea otevřená veřejnosti
Ve vztahu k široké veřejnosti jsou muzea hodnocena podle desatera principů otevřenosti.
Ideální otevřené muzeum:
- je snadno přístupné i fyzicky handicapovaným
- komunikuje s laickou veřejností srozumitelnou hovorovou řečí
- je přístupné bezplatně
- je otevřeno především v době pracovního volna běžné veřejnosti
- umožňuje architekt. řešením nebo instalací dílčí pohled z ulice do svých expozic
- umožňuje dílčí pohled do expozic i dalších akcí prostřednictvím svého webu
- spolupracuje s místní komunitou na řešení jejích každodenních problémů
- je specializovaným odborným kabinetem pro školy
- umožňuje veřejnosti podílet se na jeho rozvoji
- informačně je vnímatelné v různých rovinách v celém regionu, kde působí

## Historie
Nejstarším veřejně přístupným muzeem pod světskou správou bylo v Evropě pravděpodobně Ashmolean Museum v Oxfordu. V českých zemích byla první muzea církevní, primát drží Jezuitské muzeum v pražském Klementinu, založené v roce 1722 pro učební účely Akademického gymnázia a řádových vědců, jehož sbírky po zrušení řádu převzaly zčásti Karlo-Ferdinandova univerzita a zčásti Národním muzeum v Praze.  Dalšími muzei pro školské a vědecké účely byla muzea klášterů a jejich gymnázií, nejčastěji například řádů benediktinů, premonstrátů (Strahov) nebo augustiniánů kanovníků, piaristů a dalších.
První muzea v moderním průmyslovém věku byla v Rakouské monarchii založená roku 1802, bylo to Joanneum ve Štýrském Hradci a Šeršníkovo muzeum v Těšíně (dnes v Polsku). Po nich následovaly v českých zemích Gymnazijní muzeum v Opavě (založené roku 1814), Františkovo muzeum v Brně (1817) a České vlastenské muzeum v Praze (1818).

## Současnost
Muzea v České republice zřizovaná státem, kraji a obcemi jsou správci muzejních sbírek podle zákona 122/2000 Sb. Sbírky těchto muzeí jsou vedeny v Centrální evidenci sbírek. Kromě toho existují soukromá muzea, která mohou požádat o registraci a finanční příspěvek Ministerstvo kultury ČR, pokud své sbírky zkatalogizují a v určeném časovém režimu je zpřístupňují veřejnosti (minimálně jedenkrát ročně).

## Česká muzea
Viz článek Seznam českých muzeí

## Významná zahraniční muzea s galeriemi

### Evropa
- Ashmolean Museum v Oxfordu
- British Museum v Londýně
- Muzeum Louvre v Paříži (včetně galerie)
- Vatikánská muzea v Římě
- Ostrov muzeí v Berlíně: sdružuje 5 muzeí Bodemuseum, Pergamon Museum, Altes Museum, Neues Museum a Alte nationalgalerie
- Germánské národní muzeum (Germanisches Nationalmuseum) v Norimberku
- Bavorské národní muzeum (Bayerisches Nationalmuseum) v Mnichově
- Grünes Gewölbe v Drážďanech
- Petrohradská Ermitáž
- Státní historické muzeum v Moskvě
- Kunsthistorisches Museum ve Vídni
- Rakouská galerie umění Belvedere ve Vídni
- Rijksmuseum v Amsterdamu
- Muzeum Prado v Madridu
- Guggenheimovo muzeum moderního umění v Bilbau

### Amerika
- Metropolitní muzeum umění v New Yorku
- Muzeum moderního umění v New Yorku
- Guggenheimovo muzeum v New Yorku
- Getty Museum a nadace v Los Angeles

### Asie
- Národní muzeum v Tokiu
- Čínská národní galerie (Peking)

### Afrika
- Egyptské muzeum v Káhiře

## Český výbor ICOM
Český výbor ICOM je společenství muzeí a muzejních pracovníků v České republice, které je součástí Mezinárodní rady muzeí ICOM. ICOM byl založen roku 1946 v Paříži, jednou ze 14 zakládajících zemí bylo Československo. Roku 1994 došlo k rozdělení Československého výboru ICOM a založení Českého výboru ICOM. Posláním ČV ICOM je podpora a zapojení českých muzejních pracovníků do globální mezinárodní komunity, přispívání do mezinárodní diskuse o rozvoji muzejnictví a zvyšování jeho kvalit. Členové ICOM pracují v duchu principů Etického kodexu ICOM.

## Asociace muzeí a galerií České republiky
Asociace muzeí a galerií České republiky (dále jen AMG) je dobrovolným nepolitickým sdružením muzeí, galerií, případně jiných právnických a fyzických osob, působících v muzejnictví.
AMG byla roku 1990 založena dle zákona č. 83/1990 Sb., o sdružování občanů.
Posláním AMG je působit jako reprezentant muzeí a galerií v České republice. Usiluje o rozvoj muzejnictví a zajištění svobodné tvůrčí práce v muzeích a galeriích; hájí společné zájmy a práva muzeí a galerií, sdružených v AMG, v duchu principů stanovených Etickým kodexem Mezinárodní rady muzeí (ICOM).

## Rada galerií ČR
Rada galerií (RG ČR) je dobrovolným profesním sdružením českých sbírkotvorných institucí (muzeí a galerií) specializovaných na umění. Byla založena vzhledem ke svébytným specifikům práce s uměním. Mnohé členské instituce jsou současně také členy AMG a ICOM. Etiku muzejní práce a jejích vztahů ke společnosti respektuje podle rozšířeného profesního kodexu ICOM.

## Muzejní metodická centra
Pro podporu muzejní činnosti v ČR zřídilo Ministerstvo kultury devět specializovaných muzeologicko-metodických pracovišť, která poskytují informace a služby vlastníkům a správcům sbírek muzejní povahy a dalším zájemcům, vydávají metodické pokyny a texty, poskytují konzultace. 
- Metodické centrum konzervace (Technické muzeum v Brně)
- Metodické centrum pro muzea výtvarného umění (Národní galerie Praha)
- Metodické centrum pro informační technologie v muzejnictví (Moravské zemské muzeum)
- Metodické centrum muzejní pedagogiky (Moravské zemské muzeum)
- Centrum pro prezentaci kulturního dědictví (Národní muzeum)
- Centrum nových strategií (Moravská galerie v Brně)
- Metodické centrum pro muzea v přírodě (Národní muzeum v přírodě)
- Metodické centrum pro knižní kulturu a literární muzea (Památník národního písemnictví)
- Metodické centrum dokumentace, konzervace a restaurování hudebních nástrojů (Národní muzeum)